# Monastero di San Marco

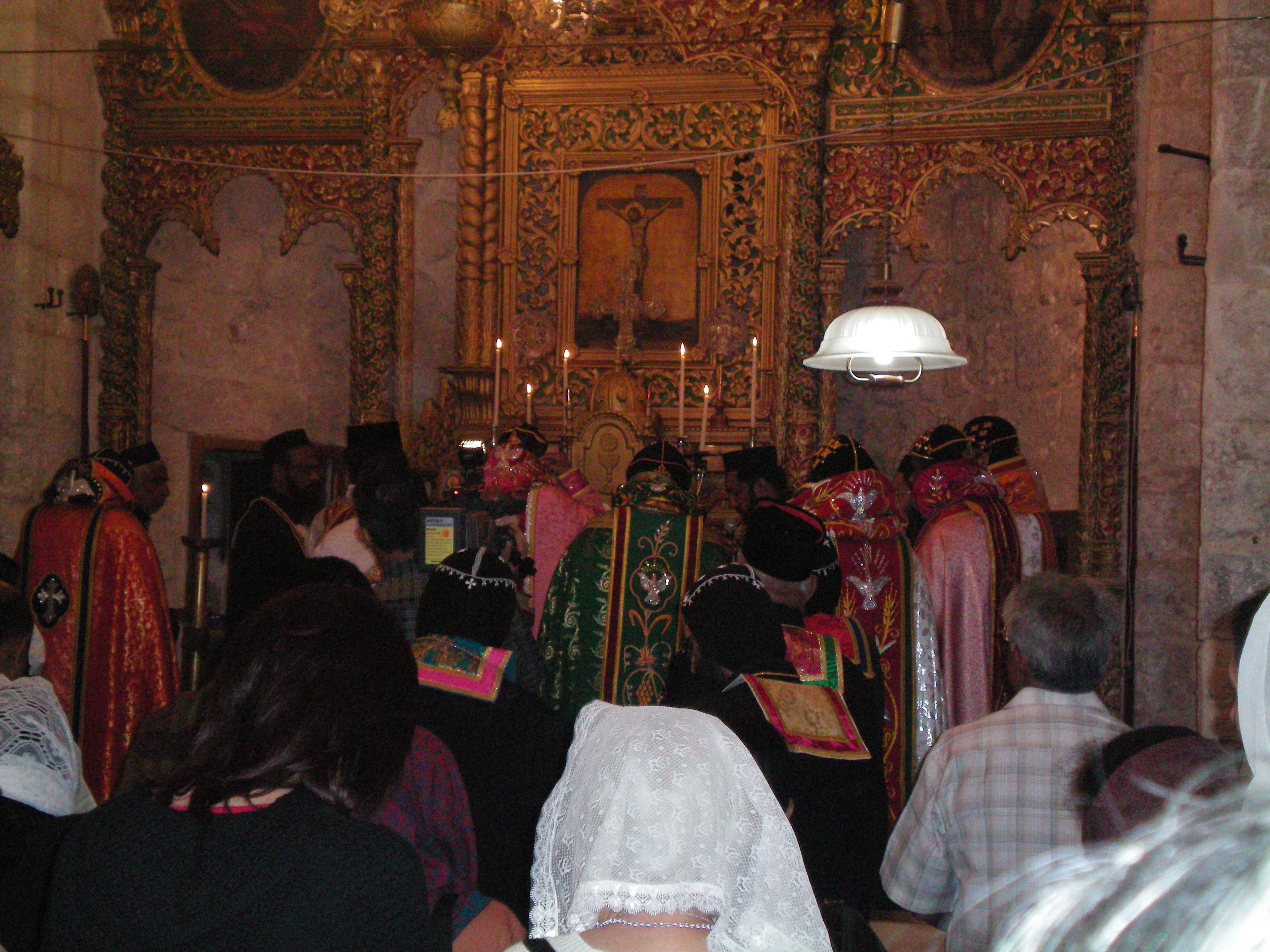
Il Qurbana celebrato nel monastero

Il complesso del monastero di San Marco comprende il monastero stesso e la chiesa di San Marco nella città Vecchia di Gerusalemme in Israele. Appartiene alla chiesa ortodossa siriaca di cui è sede episcopale. Secondo un'iscrizione rinvenuta durante un restauro nel 1940, la chiesa sorge sul punto in cui era situata la casa di Maria madre dell'evangelista Marco. Secondo la tradizione siriaca, questo luogo fu scelto dagli apostoli per essere la prima chiesa della Cristianità.

## Eventi biblici
Secondo la tradizione siriaca questo fu il luogo dell'Ultima Cena di Gesù Cristo, nonostante gli studiosi siano concordi nel collocarla nel Cenacolo presso la tomba di Davide. Seguendo la tradizione, questo è il luogo in cui avvennero altri episodi narrati nella Bibbia: Gesù lava i piedi ai suoi discepoli, Mattia viene eletto tra gli apostoli al posto di Giuda Iscariota, Gesù mostra a San Tommaso le stimmate, lo Spirito Santo scende in terra a Pentecoste e San Pietro si rifugia qui, dopo essere fuggito di prigione con l'aiuto di un angelo.

## Storia
L'attuale edificio risale al XII secolo e fu costruito sui resti di una cappella del IV secolo. La chiesa ortodossa siriaca venne costituita nel VI secolo da Giacomo Baradeo. Successivamente la comunità cristiana siriaca subì numerose persecuzioni, perdendo molti dei propri possedimenti e stabilì presso la chiesa di San Marco il seggio dell'arcivescovo di Gerusalemme. Fu saltuariamente sede del vescovo a partire dal 793 e, permanentemente, dal 1471. La chiesa fu quasi completamente distrutta nel 1009. Il monastero fu abbandonato sotto la dominazione turca e ristrutturato nel 1855 per essere poi ampliato nel 1880.
Fu meta di pellegrinaggi fin dal IV secolo, quando fu visitato dal pellegrino di Bordeaux e da Egeria.

## Patrimonio librario
La biblioteca del monastero è una delle più importanti di Gerusalemme. All'interno del sito sono presenti oltre 350 documenti di varie epoche, la maggior parte dei quali in siriaco.
Nel 1947, l'arcivescovo Athanasius Yeshue Samuel acquistò da un antiquario, per circa 100 dollari, quattro rotoli di Qumran che prenderanno il nome di "rotoli di San Marco" (1QIsa, 1QpHab, 1QS, 1QapGen). Nel 1954 vennero venduti a Yigael Yadin per 250 000 dollari, il quale venne a conoscenza della possibilità di acquistarli attraverso un'inserzione nel Wall Street Journal.

## L'interno

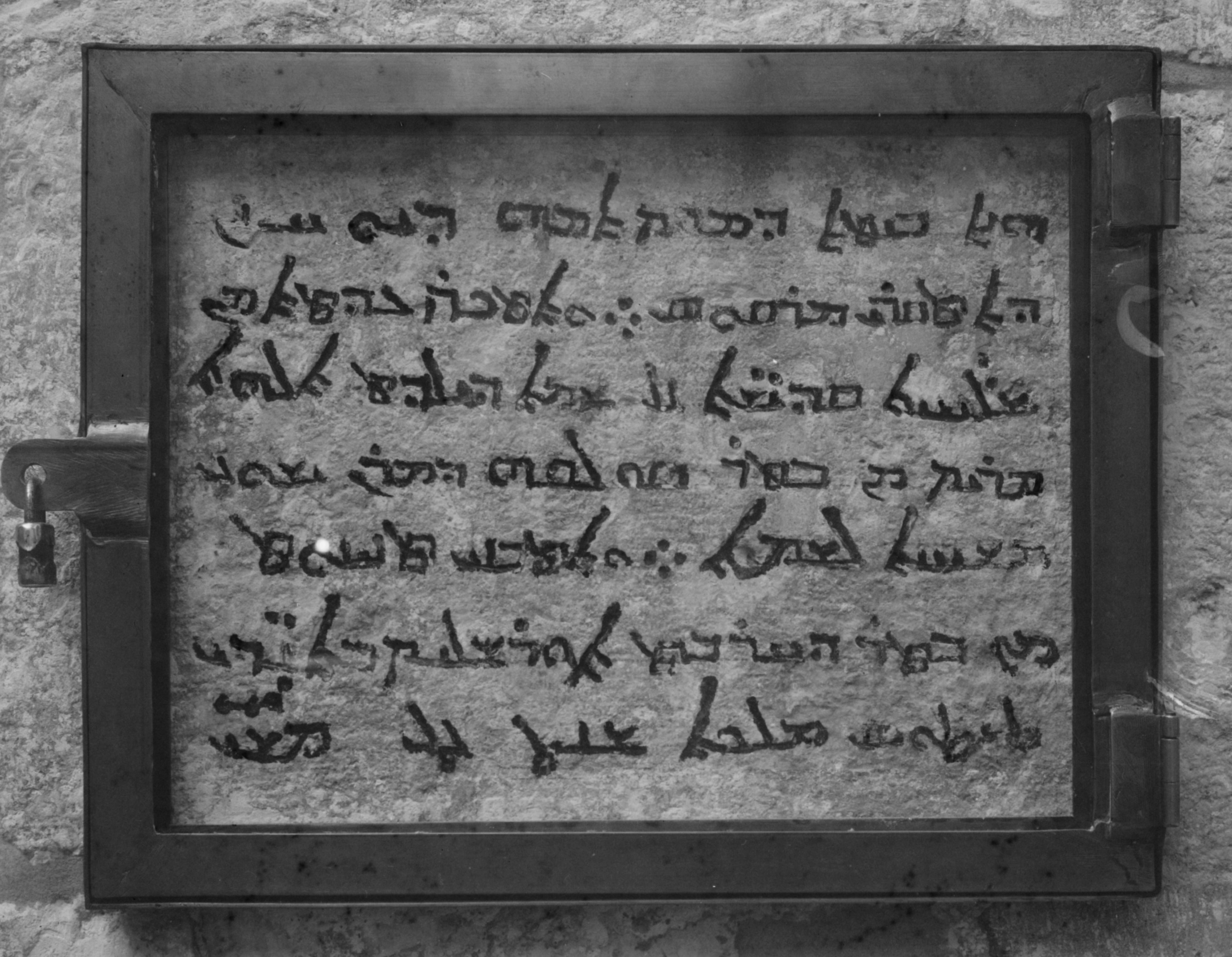
L'iscrizione all'interno del monastero

All'interno della chiesa è presente un dipinto della Vergine Maria attribuito a San Luca.
Un'iscrizione, rinvenuta durante un restauro nel 1940 e fatta comunemente risalente al VI secolo (non autentica, secondo alcuni studiosi), è in siriaco: